# شین (فیلم ۱۳۹۷)
شین فیلمی ایرانی به نویسندگی و کارگردانی میثم کزازی و به تهیه‌کنندگی شهاب حسینی محصول سال ۱۳۹۷ است.  حسینی علاوه بر بازی، به‌عنوان مشاور کارگردان نیز در این پروژه سینمایی حضور دارد.

## خلاصه فیلم
داستان در ژانر ترس و دلهره قرار دارد.
اثر ظلم در جهان باقی‌ می‌ماند و همیشه فرصت کافی برای جبران در اختیار نداریم… این را نوشین در پی کشف راز خانوادگی‌شان با تمام وجود درمی‌یابد.